# Источник (фильм, 1956)
«Источник», (яп. 泉, идзуми; англ. The Fountainhead) — японский чёрно-белый фильм-драма режиссёра Масаки Кобаяси, поставленный в 1956 году. 

## Сюжет
1950-е годы. Жители деревни Сонэ, расположенной у подножья горы Асама, конфликтуют с хозяевами богатых вилл, понастроенных в послевоенные годы на их землях. Хозяин токийской строительной компании господин Татибана также построивший на этих землях себе курортный особняк не желает даже выслушать претензии местных крестьян. А суть конфликта в том, что с тех пор как эти земли застроили виллами, жители деревни остались без воды. Вся вода из местного водохранилища поступает в коттеджи богатых, а без того нищие крестьяне не могут получить доступ к воде, так необходимой им для орошения своих культур. 
Молодой ботаник Гётаро Икусима, сопровождая своего учителя Онуму на чтение лекции, останавливается на несколько дней на вилле предпринимателя Татибаны. Здесь он знакомится с секретарём хозяина дома, красавицей Мотоко, в которую влюбляется. Икусима страдает от безответных чувств девушки и невозможности понять истинное сердце героини. Тем не менее, Икусима стал свидетелем спора между хозяином дома и жителями деревни, и неравнодушный к судьбе бедных крестьян, он решает найти альтернативный источник воды.
Разведённый с женой, Татибана также пытается добиться взаимности от своей секретарши, но поняв всю никчёмность этой затеи, кончает жизнь самоубийством. Казалось бы после этого случая, Икусима смеет надеяться на её любовь, но гордая и независимая Мотоко вновь отвергает его и устраивается на работу секретарём к господину Тадзаве, преемнику Татибаны. Между тем, в Икусиму тайно влюблена уже длительное время молодая девушка по имени Кунико. Яёи Андо, супруга старого приятеля Икусимы пытается их познакомить и сосватать, однако биолог всячески этому противится, всё ещё страдающий от безответной любви к Мотоко. Он получает предложение работы в музее естественных наук на острове Кюсю, куда и уезжает.
Тадзава, босс Мотоко, пытается сделать её своей любовницей и предлагает ей подумать над его предложением, обещая златые горы и полное обеспечение. Тадзава назначает её руководить перестройкой загородной виллы покойного Татибаны, из которой он вознамерился сделать отель. Когда перестройка здания была почти закончена, Тадзава сам приезжает принять работу, а заодно провести собрание с местными жителями по поводу водоснабжения, так как возмущённые крестьяне постоянно устраивают диверсии на водопроводе.
Прибывший в Токио Икусима узнаёт о самоубийстве бывшей жены господина Татибаны, служанка которой просит его исполнить последнюю волю покойной и передать оставленные ей для Мотоко драгоценности. 
В разгар ссоры на собрании, устроенном в имении покойного Татибаны, появляется Икусима. Он поддерживает возмущённых крестьян и заявляет, что нашёл место предполагаемого альтернативного источника воды. В результате подрыва динамитом предполагаемого места забил источник. Все местные жители наконец-то счастливы, чего не скажешь о любви Икусимы к Мотоко, которая как обычно... в тупике.

## В ролях
- Кэйдзи Сада — Гётаро Икусима
- Инэко Арима — Мотоко Сайки
- Ёко Кацураги — Кунико Осато
- Тосико Кобаяси — Яёи Андо, жена Масаки Андо
- Син Сабури — Татибана
- Фумио Ватанабэ — Манго Куроива
- Рёхэй Утида — Такаси Коминэ
- Сидзуэ Нацукава — мать Мотоко Сайки
- Хироко Накагава — Сэцуко Имото
- Кадзуко Ямамото — горничная семьи Татибана
- Дайскэ Като — директор Тадзава
- Тацуя Исигуро — господин Такано
- Цутому Симомото — Масаки Андо
- Тораноскэ Огава — доктор Онума (ботаник)
- Усио Акаси — Такасуги, директор музея
- Суэ Митобэ — мать Гётаро Икусимы
- Ко Нисимура — Касуя

## Премьеры
- — 26 февраля 1956 года состоялась национальная премьера фильма в Токио[1]